# 県民指紋制度
県民指紋制度（けんみんしもんせいど）は、かつて愛知県警が行なっていた指紋の登録制度である。制度廃止までは、被疑者や事件関係者ではない国民の指紋を警察が採取できる全国で唯一のシステムだった。

## 制度の概要
1955年、愛知県警は県内で発生した事件・事故被害者の身元確認の迅速化のため、指紋登録制度の運用を開始した。登録の対象者は県内の中学校3年生及び他府県からの新規就職者であり、全員が学校あるいは職場で手の十指の指紋を採取された。登録された指紋は200万件に上り、身元不明者の照会に威力を発揮した。
しかし、長野県で身元不明遺体が発見された際、県民に無断で長野県警に指紋の記録を提供していたことが発覚し、プライバシーの問題から県議会で追及された。その結果、1970年に制度は廃止された。